# Паламарчук, Михаил Фёдорович
Михаи́л Фёдорович Паламарчу́к (укр. Михайло Федорович Паламарчук; род. 25 августа 1957, Коломыя, Станиславская область) — советский и украинский футболист, выступавший на позициях защитника, полузащитника и нападающего, футбольный тренер

## Биография
Во взрослом футболе дебютировал в 1976 году, в составе ивано-франковского «Спартака», выступавшего в первой лиге чемпионата СССР. В следующем году перешёл в клуб высшего дивизиона — днепропетровский «Днепр». Первую игру на наивысшем уровне советского футбола провёл 22 мая 1977 года, на 58-й минуте домашнего матча против московского «Динамо» заменив Владимира Куцева. Всего в дебютном сезоне провёл в высшей лиге 10 матчей. Также выступал за дублирующий состав «днепрян», где за сезон отличился 16-ю голами. В 1978 году был призван в армию, во время службы выступал за киевский СКА. После демобилизации, в 1980 году вернулся в «Днепр», к тому времени выступавший уже в первой лиге. Проведя за команду 37 матчей в дебютном после возвращения сезоне, помог днепропетровцам стать серебряными призёрами первого дивизиона и вернуться в элиту, где, однако, отыграл за клуб всего две игры и в 1981 снова отправился в Ивано-Франковск, где выступал за местное «Прикарпатье» до 1983 года. В 1984 году стал игроком павлоградского «Колоса», в котором отыграл два чемпионата. После этого перешёл в криворожский «Кривбасс», проведя в котором один сезон, в 1987 году вернулся в Павлоград
В 1988 году был приглашён в кировоградскую «Звезду». В новой команде выступал до распада СССР, в течение четырёх сезонов отыграв за кировоградцев более 170 матчей во второй союзной лиге. Первый чемпионат независимой Украины начал в очаковской «Артании», однако ещё до окончания сезона 1992 года (длившегося всего полгода) вернулся в «Звезду». Затем провёл за кировоградскую команду ещё год во второй лиге. В 1993 году перешёл в желтоводский «Сириус», в составе которого в дебютном сезоне стал победителем переходной лиги чемпионата Украины. Выступал за коллектив из Днепропетровщины до завершения карьеры, последнюю игру на профессиональном уровне провёл в 1995 году. По окончании выступлений играл за любительские команды «Дружба» (Магдалиновка) и «Локомотив» (Знаменка)

### Тренерская карьера
В 1994 году, после отставки Николая Федоренко, был назначен главным тренером «Сириуса» (при этом продолжая выступать за команду в качестве игрока)

## Достижения
- Серебряный призёр Первой лиги СССР: 1980
- Победитель Переходной лиги Украины: 1993/94